# 齊樂平
齊樂平（英語：Robin Ch'i，1983年2月2日—），香港著名作曲人，著名作品包括周柏豪的《百年不合》、《Smiley Face》、連詩雅的《舊街角》及《I'm Still Loving You》等。他早年就讀玫瑰崗學校（幼稚園部；小學部、1989年；1991年小二），後來到澳洲升學，入讀Trinity Grammar School。2001年中學畢業便入讀澳洲新南威爾士大學修讀航空(管理)系學士學位，2004年畢業。

## 作曲作品

### 2004年
- 陳慧琳 – 情人戰

### 2005
關智斌 – 女友與好友（與曾家瑋、BC, 龔燠榮作曲)

### 2006年
- Shine – 情人與狗（與BC作曲）
- 鄭希怡 – 狠（與曾家偉作曲）
- 張玉華 – 小小幸福

### 2008年
- 蘇永康 – 婚誡（與陳台証作曲）
- 吳浩康 – 養傷（與BC作曲）
- 江若琳 – 鬥氣（與BC作曲）
- 徐　浩 – 半分鐘（與陳台証作曲）
- 徐　浩 – 一分鐘（與陳台証作曲）

### 2009年
- 謝霆鋒 – 近視（與恭碩良作曲）
- 周麗淇 – 猜燈謎

### 2010年
- 周子揚 – 可惜所需不是我（與陳台証作曲）

### 2011年
- 周柏豪 – Smiley Face（與陳台証作曲）

### 2012年
- 連詩雅 – I'm Still Loving You（與徐浩作曲）

### 2014年
- 周柏豪 – 小孩（與周柏豪、周錫漢作曲）

### 2015年
- 周柏豪 – 百年不合
- 連詩雅 – 舊街角（與徐浩作曲）
- A2A – 暗戀你的好處（與陳考威作曲）

### 2016年
- 陳詠謙 – 脂肪葡萄（與陳詠謙、周錫漢作曲）
- 連詩雅 – 一走了之

### 2017年
- 衛　蘭 – 我還是我

### 2018年
- 陳詠謙 – 飲啦小氣（與陳詠謙、洪嘉豪作曲）
- 衛　蘭 – 在月台上等你

### 2020年
- JUDE – 零分（與JUDE、徐浩作曲）
- 林欣彤 – 無名指的勇氣

### 2021年
- JUDE – 醒（與JUDE、徐浩作曲）

### 2022年
- 洪嘉豪 – 及時行樂（與洪嘉豪、徐浩作曲）
- 謝高晉 – 謝絕關心（與徐浩作曲）
- 應智越 – Cut!（與徐浩作曲）

### 2023年
- Nancy Kwai – Look into my eyes（與徐浩作曲）

### 2024年
- MC張天賦 – 隔牆有耳（與徐浩作曲）
- Nancy Kwai – Out of the blue（與陳考威、SeaTravel作曲）
- Nancy Kwai – Let go（與甄敏延作曲）
- 林　峯 – 遺憾美（與徐浩作曲）

### 2025年
- Nancy Kwai – The last letter（與陳可為作曲）
- 龔柯允 – 原諒有用（與徐浩作曲）

## 作詞作品

### 2012年
- Dear Jane – 草戒指

### 2016年
- 衛　詩 - I Can See